# St Anthony-in-Meneage
St Anthony-in-Meneage – wieś w Anglii, w Kornwalii. Leży 32 km na wschód od miasta Penzance i 384 km na południowy zachód od Londynu.